# Hesseni tartományi gyűlés

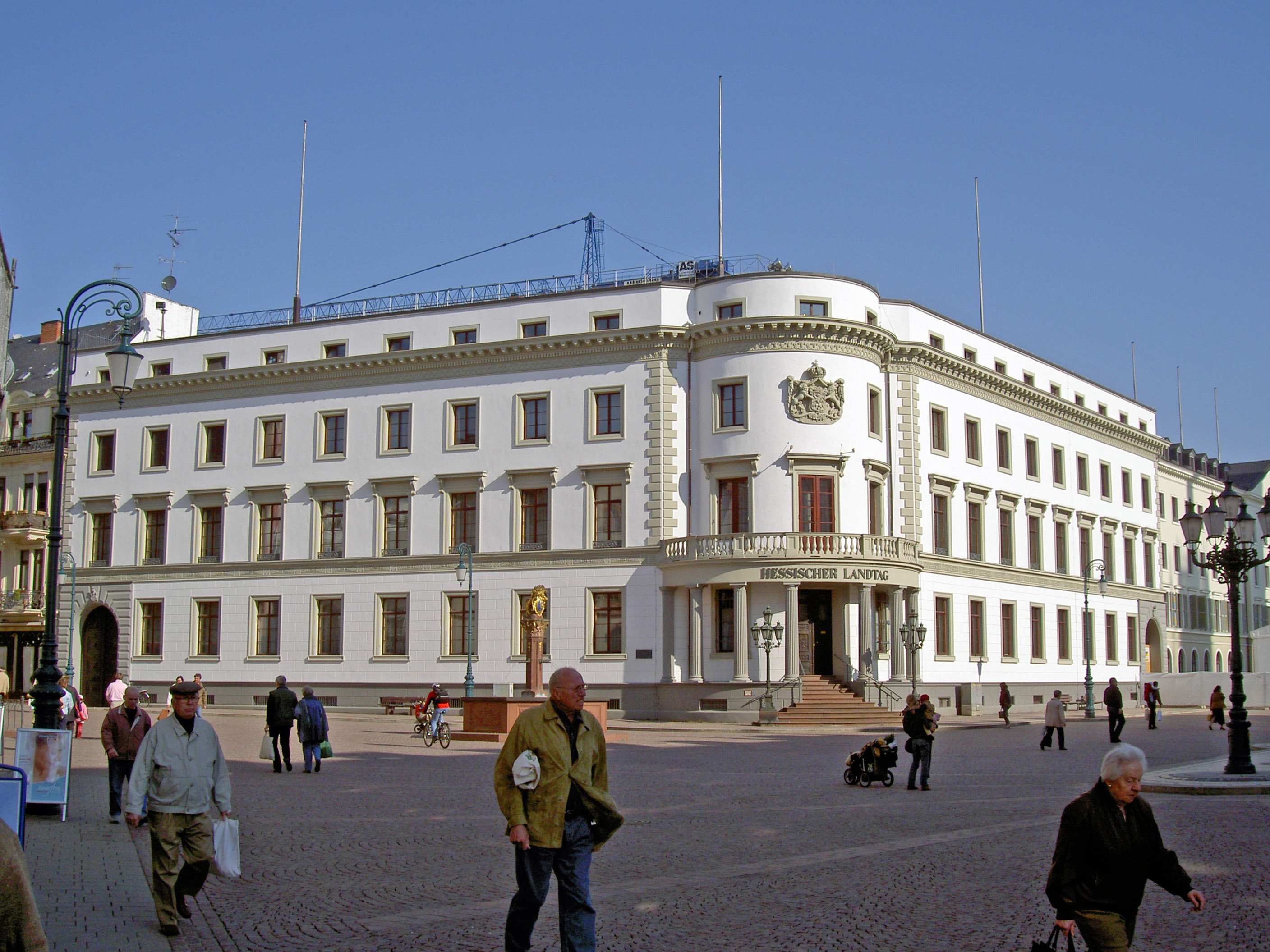
A hesseni tartományi gyűlés épülete

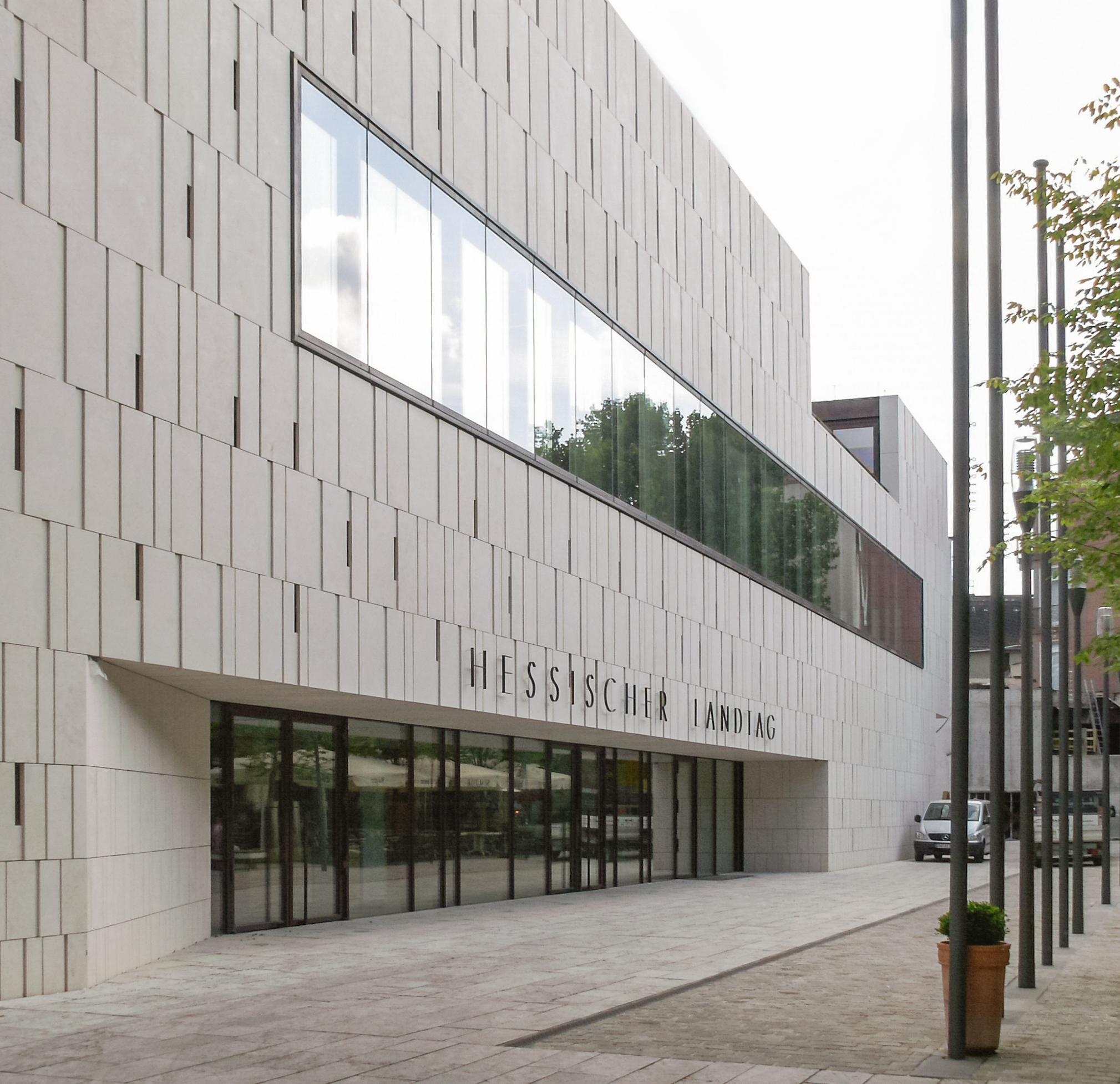
A hesseni tartományi gyűlés épületének bővítése

A hesseni tartományi gyűlés (németül: Hessischer Landtag) Hessennek, Németország egyik szövetségi államának a parlamentje. Hivatalos üléshelye a wiesbadeni városi palota (Stadtschloss Wiesbaden vagy Wiesbadener Stadtschloss). 
A törvényhozás a tagállami szintű törvénykezésért és költségvetésért felelős. Megválasztja és ellenőrzi a tartományi kormányt. Szerepét a hesseni alkotmány 77-99. paragrafusai határozzák meg.
A tartományi gyűlés 110 tagú. Jelenleg (a 2018-as hesseni tartományi választások előtt) öt párt képviselői vannak benne jelen. A miniszterelnök,  Volker Bouffier koalíciós kormányt vezet, amely a Kereszténydemokrata Unióból (CDU) és a Zöldekből áll. A tartományi ülés elnöke Norbert Kartmann.

## Külső hivatkozások
- Hivatalos weboldal

## Fordítás
- Ez a szócikk részben vagy egészben  a   Landtag of Hesse című angol Wikipédia-szócikk ezen változatának fordításán alapul.  Az eredeti cikk szerkesztőit annak laptörténete sorolja fel. Ez a jelzés csupán a megfogalmazás eredetét és a szerzői jogokat jelzi, nem szolgál a cikkben szereplő információk forrásmegjelöléseként.